# Gaius Suetonius Paulinus
Gaius Suetonius Paulinus, levde kring år 20-80, var romersk fältherre och guvernör i Britannien. Han besegrade Boudicca i slaget vid Paulerspury år 61 men ersattes året därpå på grund av sitt våldsamma sätt mot de fientliga stammar han kämpade mot.